# مس راسموسن
مس راسموسن (دانمارکی: Mads Rasmussen؛ زادهٔ ۲۴ نوامبر ۱۹۸۱) قایقران روئینگ اهل دانمارک بود.